# امری ویل (کالیفرنیا)
امری ویل (به انگلیسی: Emeryville) شهری در شهرستان آلامدا ایالت کالیفرنیا است که در سرشماری سال ۲۰۱۰ میلادی، ۱۰۰۸۰ نفر جمعیت داشته است.